# Saison 1975-1976 du FC Nantes
Chronologie
Saison précédente Saison suivante
La saison 1975-1976 du FC Nantes est la 33e saison de l'histoire du club nantais. Le club est engagé dans deux compétitions : la Division 1 (13e participation) et la Coupe de France (33e participation).

## Effectif et encadrement

### Tableau des transferts
| Nom                    | Nationalité                     | Poste     | Modalités | Provenance/Destination | Division                       |
| ---------------------- | ------------------------------- | --------- | --------- | ---------------------- | ------------------------------ |
| Arrivées               |                                 |           |           |                        |                                |
| Jean-Marc Desrousseaux | France                          | Gardien   |           | INF Vichy              | Division 3 - Centre (D3)       |
| Georges Van Straelen   | France                          | Milieu    |           | FC Nantes rés.         | Division 3 - Centre-Ouest (D3) |
| Jean-Louis Bassi       | France                          | Attaquant |           | FC Bourges             | Division 2 - B (D2)            |
| Départs                |                                 |           |           |                        |                                |
| Gabriel De Michèle     | France                          | Défenseur |           | AC Saint-Nazaire       | Division 3 - Ouest (D3)        |
| Jacques Le Bourgocq    | France                          | Milieu    |           | FC Nantes rés.         | Division 3 - Ouest (D3)        |
| Oscar Muller           | France                          | Milieu    |           | FC Nantes rés.         | Division 3 - Ouest (D3)        |
| Michel Pech            | France                          | Milieu    |           | Olympique avignonnais  | Division 1 (D1)                |
| Marcel Aurélia         | France                          | Attaquant |           | FC Nantes rés.         | Division 3 - Ouest (D3)        |
| Erich Maas             | République fédérale d'Allemagne | Attaquant |           | FC Rouen               | Division 2 - A (D2)            |
| Ángel Marcos           | Argentine                       | Attaquant |           | US Toulouse            | Division 2 - B (D2)            |
| Georges Martinez       | France                          | Attaquant |           | Troyes AF              | Division 1 (D1)                |

| Nom               | Nationalité | Poste     | Modalités | Provenance/Destination | Division        |
| ----------------- | ----------- | --------- | --------- | ---------------------- | --------------- |
| Arrivées          |             |           |           |                        |                 |
| Yves Triantafilos | France      | Attaquant | (octobre) | AS Saint-Étienne       | Division 1 (D1) |

## Matchs de la saison

### Division 1
| Date              | Journée | Adversaire               | Lieu | Score | Buteurs du FC Nantes                                        | Class. | Affluence |
| ----------------- | ------- | ------------------------ | ---- | ----- | ----------------------------------------------------------- | ------ | --------- |
| 8 août 1975       | J01     | Nîmes Olympique          | Ext. | 0 - 0 | -                                                           |        | 10.198    |
| 13 août 1975      | J02     | Troyes AF                | Dom. | 2 - 2 | Amisse 2e, Bargas 85e                                       |        | 15.432    |
| 22 août 1975      | J03     | US Valenciennes-Anzin    | Ext. | 1 - 1 | Michel 56e                                                  |        | 10.544    |
| 27 août 1975      | J04     | Olympique lyonnais       | Dom. | 2 - 3 | Michel 4e 25e                                               |        | 19.205    |
| 9 septembre 1975  | J05     | AS Nancy-Lorraine        | Ext. | 1 - 1 | Van Straelen 78e                                            |        | 8.262     |
| 12 septembre 1975 | J06     | RP Strasbourg-Meinau     | Ext. | 1 - 1 | Michel 17e                                                  |        | 6.644     |
| 20 septembre 1975 | J07     | SEC Bastia               | Dom. | 1 - 0 | Van Straelen 83e                                            |        | 13.403    |
| 26 septembre 1975 | J08     | AS Monaco FC             | Ext. | 4 - 4 | Van Straelen 16e, Michel 28e, Gadocha 30e, Rampillon 85e    |        | 2.016     |
| 4 octobre 1975    | J09     | FC Sochaux-Montbéliard   | Dom. | 2 - 2 | Osman 40e, Michel 77e                                       |        | 18.044    |
| 17 octobre 1975   | J10     | AS Saint-Etienne         | Ext. | 2 - 2 | Lopez 43e (csc), Bargas 89e                                 |        | 15.632    |
| 25 octobre 1975   | J11     | Olympique avignonnais    | Dom. | 4 - 0 | Herbet 3e (csc), Rampillon 11e 65e, Triantafilos 78e        |        | 12.006    |
| 31 octobre 1975   | J12     | FC Metz                  | Ext. | 0 - 3 | -                                                           |        | 17.834    |
| 8 novembre 1975   | J13     | Stade de Reims           | Dom. | 4 - 1 | Rio 5e, Michel 25e 31e, Rampillon 65e                       |        | 15.470    |
| 19 novembre 1975  | J14     | RC Lens                  | Ext. | 2 - 3 | Michel 47e, Bassi 49e                                       |        | 10.000    |
| 22 novembre 1975  | J15     | Olympique de Marseille   | Dom. | 0 - 1 | -                                                           |        | 17.250    |
| 26 novembre 1975  | J16     | Paris Saint-Germain FC   | Ext. | 1 - 2 | Rampillon 16e                                               |        | 22.640    |
| 29 novembre 1975  | J17     | Lille OSC                | Dom. | 4 - 0 | Triantafilos 26e 58e, Bargas 30e, Rampillon 86e             |        | 8.692     |
| 7 décembre 1975   | J18     | OGC Nice                 | Ext. | 2 - 2 | Gadocha 5e, Bargas 90e                                      |        | 14.398    |
| 14 décembre 1975  | J19     | FC Girondins de Bordeaux | Dom. | 5 - 1 | Rampillon 12e 35e, Bargas 53e, Van Straelen 70e, Michel 82e |        | 10.381    |
| 20 décembre 1975  | J20     | Troyes AF                | Ext. | 0 - 0 | -                                                           |        | 5.056     |
| 17 janvier 1976   | J21     | US Valenciennes-Anzin    | Dom. | 2 - 0 | Amisse 2e, Triantafilos 65e                                 |        | 11.491    |
| 25 janvier 1976   | J22     | Olympique lyonnais       | Ext. | 3 - 3 | Michel 57e, Valette 78e (csc), Rampillon 85e                |        | 7.923     |
| 7 février 1976    | J23     | AS Nancy-Lorraine        | Dom. | 3 - 0 | Amisse 62e, Triantafilos 83e, Rampillon 85e                 |        | 9.024     |
| 14 février 1976   | J24     | RP Strasbourg-Meinau     | Dom. | 2 - 1 | Rampillon 67e, Wagner 85e (csc)                             |        | 14.208    |
| 21 février 1976   | J25     | SEC Bastia               | Ext. | 1 - 0 | Triantafilos 70e                                            |        | 4.126     |
| 12 mars 1976      | J26     | AS Monaco FC             | Dom. | 3 - 1 | Bossis 30e, Rampillon 50e, Amisse 57e                       |        | 8.192     |
| 16 mars 1976      | J27     | FC Sochaux-Montbéliard   | Ext. | 1 - 1 | Michel 19e                                                  |        | 11.319    |
| 20 mars 1976      | J28     | AS Saint-Etienne         | Dom. | 3 - 0 | Gadocha 66e, Rampillon 74e, Bossis 8e                       |        | 26.744    |
| 30 mars 1976      | J29     | Olympique avignonnais    | Ext. | 2 - 0 | Rampillon 62e, Triantafilos 82e                             |        | 5.250     |
| 2 avril 1976      | J30     | FC Metz                  | Dom. | 2 - 0 | Amisse 2e, Rio 7e                                           |        | 15.526    |
| 5 avril 1976      | J31     | Stade de Reims           | Ext. | 0 - 1 | -                                                           |        | 10.035    |
| 1er mai 1976      | J32     | RC Lens                  | Dom. | 1 - 1 | Rampillon 33e                                               |        | 14.646    |
| 11 mai 1976       | J33     | Olympique de Marseille   | Ext. | 2 - 1 | Triantafilos 59e, Rampillon 77e                             |        | 14.836    |
| 15 mai 1976       | J34     | Paris Saint-Germain FC   | Dom. | 1 - 2 | Triantafilos 31e                                            |        | 11.246    |
| 25 mai 1976       | J35     | Lille OSC                | Ext. | 0 - 1 | -                                                           |        | 8.789     |
| 4 juin 1976       | J36     | OGC Nice                 | Dom. | 1 - 1 | Pécout 48e                                                  |        | 12.752    |
| 16 juin 1976      | J37     | FC Girondins de Bordeaux | Ext. | 1 - 2 | Amisse 32e                                                  |        | 8.107     |
| 19 juin 1976      | J38     | Nîmes Olympique          | Dom. | 1 - 0 | Baronchelli 66e                                             |        | 7.044     |

### Coupe de France
| Date            | Tour            | TV | Adversaire            | Niveau | Lieu   | Score      | Buteurs du FCN              | Affluence |
| --------------- | --------------- | -- | --------------------- | ------ | ------ | ---------- | --------------------------- | --------- |
| 31 janvier 1976 | 1/32e de finale |    | US Valenciennes-Anzin | D1     | Neutre | 2 - 4 a.p. | Michel 4e, Triantafilos 19e | 8.901     |

## Statistiques

### Statistiques collectives
| Compétition     | Débute au tour  | Termine         | Matches joués | Gagnés | Nuls | Perdus | Buts pour | Buts contre | Différence |
| --------------- | --------------- | --------------- | ------------- | ------ | ---- | ------ | --------- | ----------- | ---------- |
| Division 1      | -               | 4e              | 38            | 15     | 14   | 9      | 67        | 44          | +23        |
| Coupe de France | 1/32e de finale | 1/32e de finale | 1             | 0      | 0    | 1      | 2         | 4           | -2         |
| Total           | -               | -               | 39            | 15     | 14   | 10     | 69        | 48          | +21        |

## Affluences
L'affluence à domicile du FC Nantes atteint un total de 249 510 spectateurs en 19 rencontres de Division 1, soit une moyenne de 13 132/match.
Affluence du FC Nantes à domicile